# Qualcomm Snapdragon

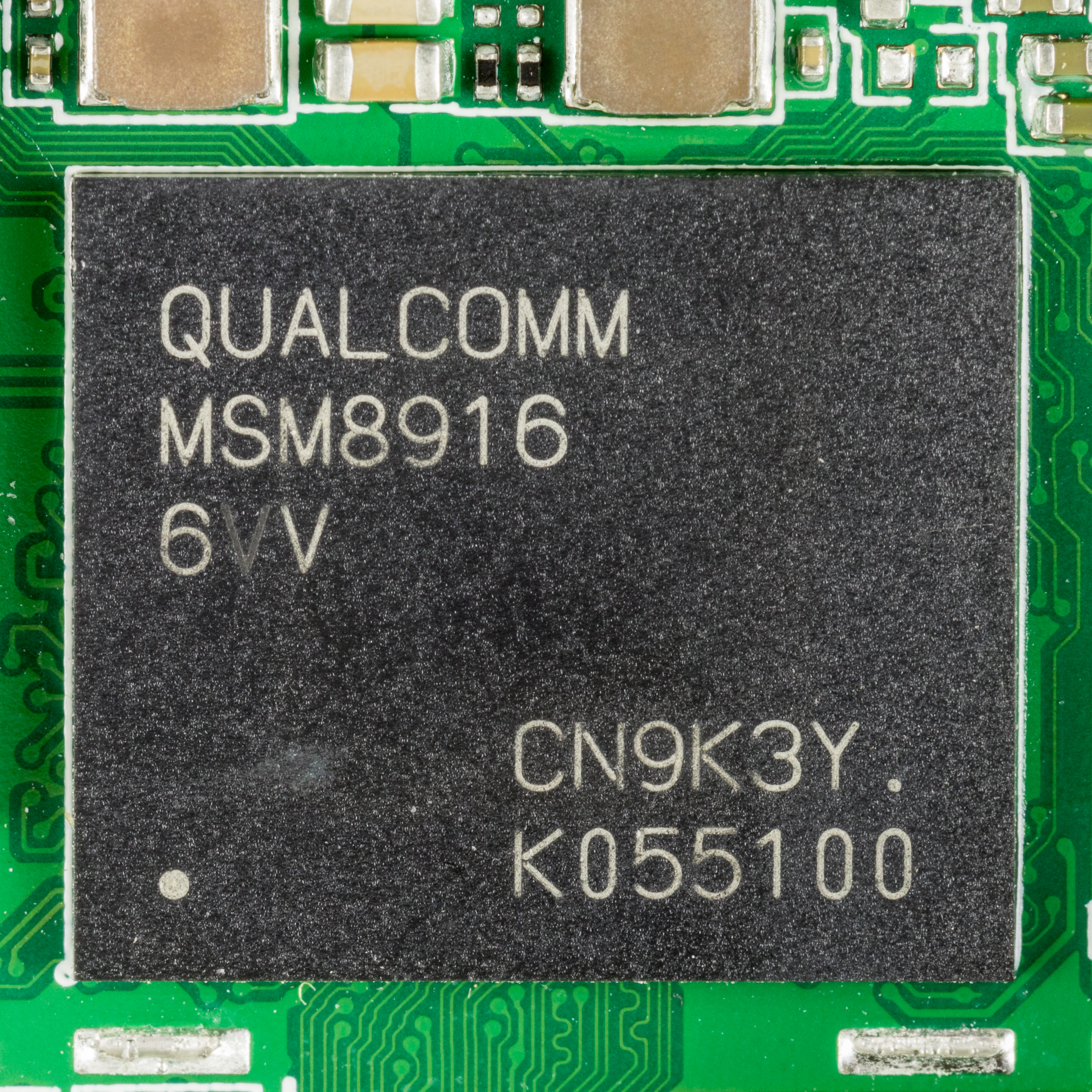
Qualcomm MSM8916 - Snapdragon 410

Snapdragon là họ chip hệ thống trên một vi mạch (SoC) cho điện thoại của Qualcomm. Qualcomm cân nhắc Snapdragon là "nền tảng" cho thiết bị điện thoại thông minh, máy tính bảng, và smartbook.
Snapdragon CPU ban đầu có tên là Scorpion, là thiết kế của riêng Qualcomm. Nó có nhiều tính năng tương tự như ARM Cortex-A8 và dựa trên kiến trúc ARMv7, nhưng về mặt lý thuyết nhanh hơn nhiều so với SIMD. Kế thừa thành công của Scorpion, được tìm thấy trên S4 Snapdragon SoCs có tên là Krait và có nhiều điểm tương đồng với ARM Cortex-A15 CPU và dựa trên kiến trúc ARMv7.
Phần lớn các bộ xử lý Snapdragon có chứa mạch giải mã video chất lượng cao (HD) độ phân giải 720p hoặc 1080p tùy thuộc vào chip Snapdragon. Adreno, công nghệ GPU độc quyền của công ty, tích hợp vào chip Snapdragon (và một số chip Qualcomm khác) là thiết kế riêng của Qualcomm, sử dụng tư liệu mua lại từ công ty AMD. Adreno 225 GPU trên Snapdragon S4 SoCs có thêm hỗ trợ cho DirectX 9/Shader phiên bản 3.0 mà nó tương thích với Windows 8 của Microsoft.
So với hệ thống chip từ các đối thủ cạnh tranh, Snapdragon SoCs độc đáo ở chỗ có modem cho truyền thông di động. Có nghĩa là, họ không yêu cầu một modem riêng biệt bên ngoài trên PCB. Từ Snapdragon S4, phần lớn các tính năng S4 SoCs chết như Wi-Fi, GPS/GLONASS và Bluetooth. Tích hợp này làm giảm sự phức tạp và chi phí cho các thiết kế cuối cùng của OEM. Nó cũng có lợi thế là được hưởng lợi từ những tiến bộ trong quá trình sản xuất, ví dụ như 28 nm trên hầu hết S4 SoCs.

## Lịch sử

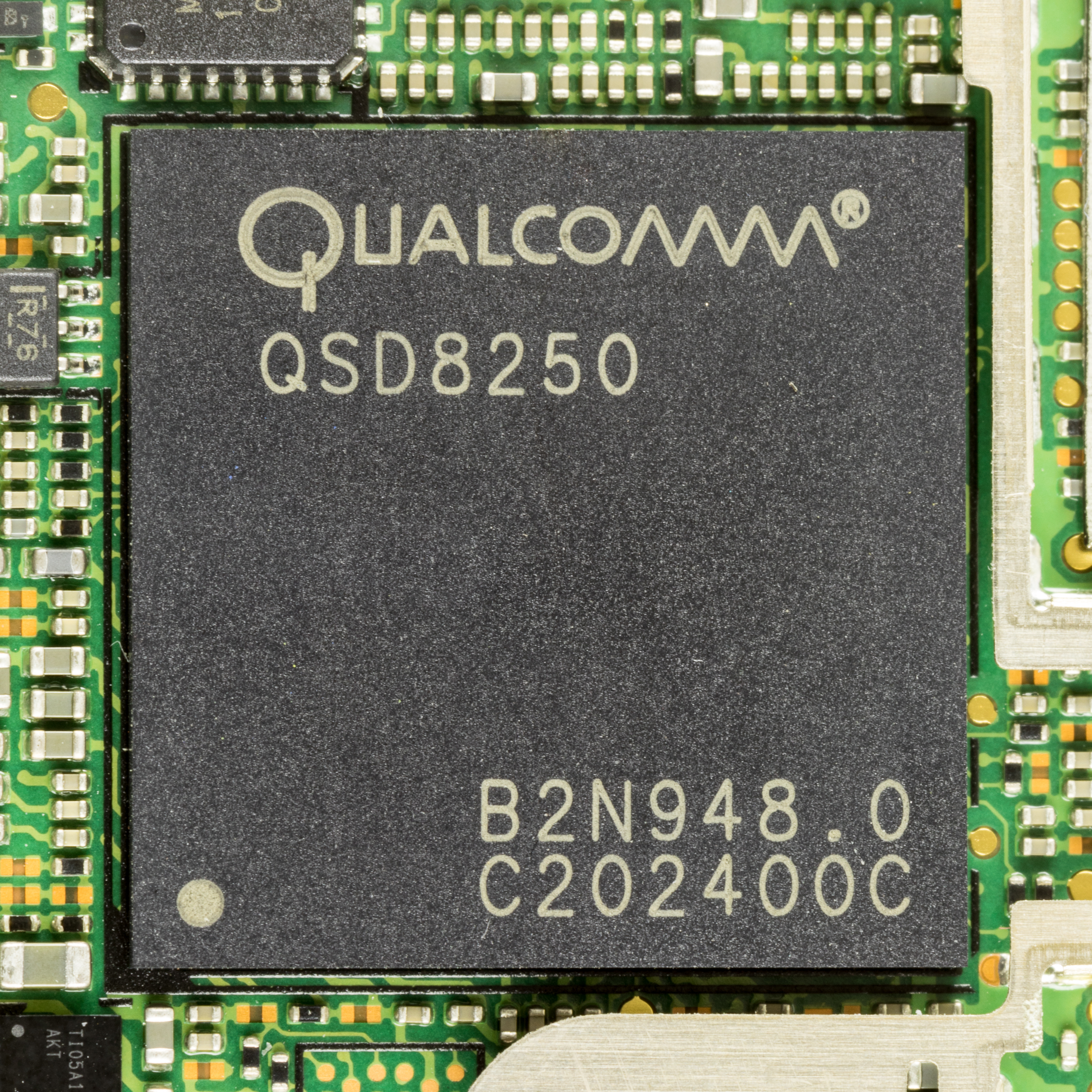
Qualcomm QSD8250

- Qualcomm QSD8250Vào quý 4 năm 2008, chip đầu tiên của gia đình Snapdragon, là QSD8650 và QSD8250, được ra mắt.
- Vào 1 tháng 6 năm 2010, Qualcomm công bố mẫu dòng MSM8x60 của Snapdragon SoCs.[6]
- Vào 17 tháng 11 năm 2010, Qualcomm công bố lộ trình phát triển thế hệ kế tiếp của Snapdragon SoC, bao gồm MSM8960, với lý do cải tiến trình diễn CPU và GPU trong tương lai và giảm năng lượng tiêu thụ.[7]
- Vào 5 tháng 1 năm 2011, phiên bản Microsoft Windows 7 được biên dịch cho ARM được trình diễn chạy trên Snapdragon SoC tại 2011 Consumer Electronics Show.[8]
- Vào 3 tháng 8 năm 2011, Qualcomm công bố kế hoạch sử dụng tên đơn giản (S1, S2, S3 và S4) cho vi xử lý Snapdragon đó là cách tốt nhất để người dùng có thể hiểu về sản phẩm. Con số càng cao, thì SoC thế hệ càng mới.[9]
- Vào 7 tháng 2013, Qualcomm công bố tên mới và cấp cho dòng Snapdragon SoC năm 2013, Snapdragon 200, 400, 600 và 800.[10] Các sản phẩm mới được cấp dễ dàng nhất được mô tả như Play (200), Plus (400), Pro (600) và Prime (800) thay cho thế hệ S4 của SoCs.[11][12]

## Snapdragon S1
| Mã sản phẩm | Công nghệ bán dẫn | Kiến trúc CPU | CPU                           | CPU Cache  | GPU                   | Công nghệ bộ nhớ | Công nghệ mạng | Mẫu có sẵn | Thiết bị sử dụng |
| ----------- | ----------------- | ------------- | ----------------------------- | ---------- | --------------------- | ---------------- | --- | ---------- | --- |
| MSM7225     | 65 nm             | ARMv6         | Lên đến 528 MHz ARM11         |            | Phần mềm hỗ trợ 2D    |                  | GSM (GPRS/EDGE), UMTS (HSPA)                                                                                      | 2007       | HTC Tattoo, HTC Wildfire, Huawei U8110, Huawei U8500, Vodafone 858 Smart |
| MSM7625     | 65 nm             | ARMv6         | Lên đến 528 MHz ARM11         |            | Phần mềm hỗ trợ 2D    |                  | GSM (GPRS/EDGE), CDMA (1× Rev. A, 1×EV-DO Rev. A), UMTS (HSPA)                                                    | 2007       | Huawei M835, Huawei Ascend M860, HTC Wildfire A315c, HTC Wildfire 6225 |
| MSM7227     | 65 nm             | ARMv6         | Lên đến 800 MHz ARM11         |            | Adreno 200            |                  | GSM (GPRS/EDGE), UMTS (HSPA)                                                                                      | 2008       | 600 MHz Alcatel OT-990, Coolpad W706, Garmin & Asus A10, Garmin & Asus M10, Gigabyte GSmart G1305 Boston, HTC Aria, HTC Gratia, HTC Legend, HTC Wildfire S, Huawei Ideos X3, Huawei Pocket WiFi S II (S41HW), Huawei Sonic (U8650), LG GT540 Optimus, LG Optimus Chat (L-04C), LG Optimus Chic, LG Optimus Me, LG Optimus One (GSM), Micromax A70, Movi M1, Nexian A890 Journey, OlivePad VT-100, Optimus Boston, Palm Pixi (GSM), Samsung Galaxy Europa (i5500 Galaxy 5), Samsung Galaxy Fit, Samsung Galaxy Mini, Samsung Galaxy 551, Sony Ericsson Xperia X10 Mini, Sony Ericsson Xperia X10 Mini Pro, Sony Ericsson Xperia X8, T-Mobile myTouch 3G Slide, WellCom A88, ViewSonic ViewPad 7, ZTE Blade, ZTE Racer 800 MHz Coolpad 7260, Huawei Smart Bar (S42HW), LG Optimus Hub, LG Optimus Net, Motorola XT-502, Odys Space, Samsung Galaxy Ace, Samsung Galaxy Gio, ZTE Blade S, ZTE N762, ZTE Skate |
| MSM7627     | 65 nm             | ARMv6         | Lên đến 800 MHz ARM11         |            | Adreno 200            |                  | GSM (GPRS/EDGE), CDMA (1× Rev. A, 1×EV-DO Rev. A), UMTS (HSPA)                                                    | 2008       | BlackBerry Curve (8530), Coolpad 5820, Kyocera Zio, LG Optimus S, LG Optimus V, LG VS740, Motorola Devour, Motorola ES400, Ouku Horizon P801W, Palm Pixi Plus, Samsung Galaxy Prevail, Samsung Galaxy Y (SCH-i509) (CDMA), ZTE Score x500 |
| MSM7225A    | 45 nm             | ARMv7         | Lên đến 800 MHz ARM Cortex-A5 |            | Adreno 200 (enhanced) |                  | GSM (GPRS, EDGE), W-CDMA/UMTS (HSDPA, HSUPA), MBMS                                                                | Q4 2011    | 600 MHz HTC Desire C, HTC Explorer, Motorola Defy Mini XT320 800 MHz Gigabyte GSmart G1342, Huawei Ascend Y100 (U8185), Huawei Ascend Y101 (U8186), Huawei Ascend Y200 (U8655), Huawei Ascend Y201 Pro, LG Optimus L3, LG Optimus L3 II, LG Optimus L5, Sony Xperia miro, Sony Xperia tipo, S-Nexian Mi320, Samsung Galaxy Discover (SCH-R740C) |
| MSM7625A    | 45 nm             | ARMv7         | Lên đến 800 MHz ARM Cortex-A5 |            | Adreno 200 (cải tiến) |                  | GSM (GPRS, EDGE), W-CDMA/UMTS (HSDPA, HSUPA), MBMS, CDMA2000 (1×RTT, 1×EV-DO Rel.0/Rev.A/Rev.B, 1×EV-DO MC Rev.A) | Q4 2011    | Karbonn A5, ZTE N855D, Hisense E860 |
| MSM7227A    | 45 nm             | ARMv7         | Lên đến 1.0 GHz ARM Cortex-A5 | L2: 256 KB | Adreno 200 (cải tiến) | 200 MHz LPDDR1   | GSM (GPRS, EDGE), W-CDMA/UMTS (HSDPA, HSUPA), MBMS                                                                | Q4 2011    | 800 MHz Motorola Motoluxe XT615, Nokia Lumia 510, Nokia Lumia 610, Huawei Ascend Y200, Samsung Galaxy Mini 2 1 GHz Acer Liquid Glow, HTC Desire V, HTC Desire VC, Huawei Ascend G300, LG Optimus L7, Motorola Defy XT XT535, Samsung Galaxy Ace Plus, Samsung Galaxy S Duos, Samsung Omnia M, ZTE Blade II, ZTE Blade III, Sony Xperia J, Mobiistar Touch S03, S-Nexian Mi430, Advan Vandroid T1A, ZTE Blade 3, Sony Xperia E, ZTE Open, Alcatel One Touch Fire, LG Fireweb |
| MSM7627A    | 45 nm             | ARMv7         | Lên đến 1.0 GHz ARM Cortex-A5 | L2: 256 KB | Adreno 200 (cải tiến) | 200 MHz LPDDR1   | GSM (GPRS, EDGE), W-CDMA/UMTS (HSDPA, HSUPA), MBMS, CDMA2000 (1×RTT, 1×EV-DO Rel.0/Rev.A/Rev.B, 1×EV-DO MC Rev.A) | Q4 2011    | HTC Desire VC T328d, Huawei Ascend C8812, Huawei Ascend G510, Hisense E910, Karbonn A5, Micromax A87, Micromax A56, Karbonn A15, Walton Primo, Micromax A57 |
| MSM7225AB   | 45 nm             | ARMv7         | 1 GHz ARM Cortex-A5           |            |                       |                  | |            | Geeksphone Keon, LG Optimus L3 II, LG Optimus L3 II Dual |
| QSD8250     | 65 nm             | ARMv7         | Lên đến 1 GHz Scorpion        | L2: 256 KB | Adreno 200            |                  | GSM (GPRS, EDGE), UMTS/WCDMA (HSDPA, HSUPA), MBMS                                                                 | Q4 2008    | Acer Stream/Liquid, Acer neoTouch S200, Dell Venue Pro (Lightning), Dell Streak, Fujitsu Toshiba Mobile REGZA Phone T-01C, HP Compaq AirLife 100, HTC Desire, HTC HD2, HTC 7 Mozart, HTC 7 Surround, HTC 7 Trophy, HTC HD7, HTC 7 Pro, HTC ChaCha, HTC Salsa, Huawei SmaKit S7, Lenovo LePhone, LG Optimus Q, LG Optimus Z, LG Quantum, LG Panther, Nexus One, Pantech IM-A600S, Pantech IM-A650S, Sharp Lynx (SH-10B), Sharp Lynx 3D SH-03C, Samsung Focus, Samsung Omnia 7, Sony Ericsson Xperia X10, Toshiba Dynapocket (T-01B), Toshiba TG01/TG02/TG03 |
| QSD8650     | 65 nm             | ARMv7         | Lên đến 1 GHz Scorpion        | L2: 256 KB | Adreno 200            |                  | GSM (GPRS, EDGE), W-CDMA/UMTS (HSDPA, HSUPA), MBMS, CDMA2000 (1×RTT, 1×EV-DO Rel.0/Rev.A/Rev.B, 1×EV-DO MC Rev.A) | Q4 2008    | Fujitsu F001 (FJ001), HTC Arrive, HTC Droid Incredible, HTC Evo 4G, Kyocera Echo, Kyocera K009 (KY009), LG Apollo GW990, LG Fathom VS750, LG GW820 eXpo, LG GW825 IQ, LG Optimus 7, NEC Casio CA007, Pantech Sirius a IS06 (PTI06), Sharp IS01 (SHI01)/IS03 (SHI03), Sony Ericsson S004 (SO004)/S005 (SO005)/S006 (SO006)/iida G11 (SOX02)/S007 (SO007), Sony Ericsson Urbano Affare (SOY05), Toshiba Dynapocket IS02 (TSI01)/K01, Toshiba Regza Phone IS04 (TSI04), Toshiba Regza Phone T004 (TS004), Toshiba T006 (TS006), Toshiba T007 (TS007), Toshiba T008 (TS008), Toshiba X-Ray (TSX06) |

## Snapdragon S2
| Mã sản phẩm | Công nghệ bán dẫn | Kiến trúcCPU | CPU                      | CPU Cache  | GPU        | Công nghệ bộ nhớ        | Công nghệ mạng | Mẫu có sẵn | Thiết bị sử dụng |
| ----------- | ----------------- | ------------ | ------------------------ | ---------- | ---------- | ----------------------- | --- | ---------- | --- |
| MSM7230     | 45 nm             | ARMv7        | Lên đến 800 MHz Scorpion | L2: 256 KB | Adreno 205 | Kênh-đôi 333 MHz LPDDR2 | GSM (GPRS, EDGE), W-CDMA/UMTS (HSDPA, HSUPA, HSPA+), MBMS                                                                       | Q2 2010    | Acer Liquid Metal, HP Veer, HTC Desire Z, Huawei Ideos X5 (U8800), NEC Casio Medias N-04C, Dell Smoke, Dell Flash |
| MSM7630     | 45 nm             | ARMv7        | Lên đến 800 MHz Scorpion | L2: 256 KB | Adreno 205 | Kênh-đôi 333 MHz LPDDR2 | GSM (GPRS, EDGE), W-CDMA/UMTS (HSDPA, HSUPA, HSPA+), MBMS, CDMA2000 (1×Adv, 1×EV-DO Rel.0/Rev.A/Rev.B, 1×EV-DO MC Rev.A, SV-DO) | Q2 2010    | Casio G'zOne Commando, HTC Evo Shift 4G, HTC Merge, Sky VegaXpress IM-A710K |
| APQ8055     | 45 nm             | ARMv7        | Lên đến 1.4 GHz Scorpion | L2: 256 KB | Adreno 205 | Kênh-đôi 333 MHz LPDDR2 | Lacks cellular modem | Q2 2010    | Nokia Lumia 900, Bambook Sunflower |
| MSM8255     | 45 nm             | ARMv7        | Lên đến 1.4 GHz Scorpion | L2: 384 KB | Adreno 205 | Kênh-đôi 500 MHz LPDDR2 | GSM (GPRS, EDGE), W-CDMA/UMTS (HSDPA, HSUPA, HSPA+), MBMS                                                                       | Q2 2010    | Acer Iconia Smart, Acer Allegro, Fujitsu F-12C, HTC Desire HD, HTC Desire S, HTC Incredible S, HTC Inspire 4G, HTC One V, HTC Radar, Huawei U9000 Ideos X6, Huawei Ideos X5 (U8800 pro), Huawei Vision, LG Eclypse, LG Optimus Sol E730, Motorola Pro+, Samsung Exhibit II 4G, Sharp Galapagos 003SH/005SH, Sharp Aquos Phone f (SH-13C), Sharp Aquos Phone the Hybrid (007SH/007SH J), Sharp Aquos Phone the Premium (009SH), Sony Ericsson Live with Walkman, Sony Ericsson Xperia Active, Sony Ericsson Xperia Arc, Sony Ericsson Xperia Acro (SO-02C), Sony Ericsson Xperia Neo, Sony Ericsson Xperia Neo V, Sony Ericsson Xperia Play (GSM), Sony Ericsson Xperia Pro, Sony Ericsson Xperia Mini, Sony Ericsson Xperia Mini Pro, Sony Ericsson Xperia ray, Sony Xperia Neo L, T-Mobile myTouch 4G, ZTE Tania, ZTE 008Z, Pantech Vega X 1.4 GHz (MSM8255T) Alcatel OT-995, HP Pre 3, Nokia Lumia 710, Huawei U8860 Honor, Nokia Lumia 800, Samsung Focus S, Samsung Galaxy S Plus, Samsung Galaxy W, Samsung Omnia W, Sharp Aquos Phone SH-12C, Sharp Aquos Phone 006SH, Sony Ericsson Xperia arc S, Fujitsu Stylistic S01 1.5 GHz HTC Flyer, HTC Sensation XL, HTC Titan, HTC Titan II |
| MSM8655     | 45 nm             | ARMv7        | Lên đến 1.4 GHz Scorpion | L2: 384 KB | Adreno 205 | Kênh-đôi 500 MHz LPDDR2 | GSM (GPRS, EDGE), W-CDMA/UMTS (HSDPA, HSUPA, HSPA+), MBMS, CDMA2000 (1×Adv, 1×EV-DO Rel.0/Rev.A/Rev.B)                          | Q2 2010    | 1 GHz Fujitsu Toshiba IS12T, Kyocera Event, Kyocera Hydro, Kyocera Rise, Kyocera Hydro EDGE, HTC Droid Incredible 2, HTC Rhyme, HTC Thunderbolt, LG Revolution, Motorola Triumph, Pantech Mirach IS11PT, Samsung Conquer 4G, Sharp IS05 (SHI05), Sony Ericsson Xperia Play (CDMA), Sony Ericsson Xperia Acro (IS11S) 1.2 GHz BlackBerry Bold 9900/9930, BlackBerry Torch 9810, BlackBerry Torch 9860 HP Pre 3, BlackBerry Patagonia 9620, HTC Evo Design 4G, Kyosera Digno ISW11K, NEC Casio Medias BR IS11N, Sharp Aquos Phone IS11SH, Sharp Aquos Phone IS12SH, Sharp Aquos Phone IS13SH, Toshiba Regza Phone IS11T, ZTE Warp(@1.4 GHz), ZTE Fury, Motorola Iron Rock XT626 |

## Snapdragon S3
| Mã sản phẩm | Công nghệ bán dẫn | Kiến trúcCPU | CPU                              | CPU Cache  | GPU        | Công nghệ bộ nhớ                    | Công nghệ mạng | Mẫu có sẵn | Thiết bị sử dụng |
| ----------- | ----------------- | ------------ | -------------------------------- | ---------- | ---------- | ----------------------------------- | --- | ---------- | --- |
| APQ8060     | 45 nm             | ARMv7        | Lên đến 1.7 GHz lõi-kép Scorpion | L2: 512 KB | Adreno 220 | Kênh-đơn 500 MHz ISM/333 MHz LPDDR2 | Connectivity features not included (lacks cellular modem)                                                                | 2011       | HP TouchPad, HTC Jetstream, HTC Amaze 4G, HTC Vivid, HTC Raider 4G, Le Pan II, LG Nitro HD, Pantech Element, Samsung Galaxy S II X (SGH-T989D), Samsung Galaxy S II LTE, Samsung Galaxy S II Skyrocket, Samsung Galaxy S Blaze 4G, Samsung Galaxy Tab 7.7 LTE, Samsung SGH-i577 Galaxy Exhilarate, Sony Xperia ion |
| MSM8260     | 45 nm             | ARMv7        | Lên đến 1.7 GHz lõi-kép Scorpion | L2: 512 KB | Adreno 220 | Kênh-đơn 500 MHz ISM/333 MHz LPDDR2 | GSM (GPRS, EDGE), W-CDMA/UMTS (HSDPA, HSUPA, HSPA+), MBMS                                                                | Q3 2010    | 1.5 GHz Asus Eee Pad Memo, HTC Sensation, HTC Sensation XE, HTC Evo 3D (GSM), Huawei Mediapad, LG Optimus LTE Tag, Sony Xperia S, Sony Xperia acro S, T-Mobile myTouch 4G Slide, ZTE V71A, Oppo Find 3, ZTE V9S 1.7 GHz HTC One S (Z560e), Sony Xperia SL, Xiaomi MI-One S                                         |
| MSM8660     | 45 nm             | ARMv7        | Lên đến 1.7 GHz lõi-kép Scorpion | L2: 512 KB | Adreno 220 | Kênh-đơn 500 MHz ISM/333 MHz LPDDR2 | GSM (GPRS, EDGE), W-CDMA/UMTS (HSDPA, HSUPA, HSPA+), MBMS, CDMA2000 (1×Adv, 1×EV-DO Rel.0/Rev.A/Rev.B, 1×EV-DO MC Rev.A) | Q3 2010    | HTC Evo 3D (CDMA), HTC Rezound, LG Connect 4G, LG Optimus LTE LU6200, Pantech Vega Racer, Pantech Sky LTE EX, Pantech Burst, LG Lucid, Samsung Galaxy Note, Xiaomi MI-One (CDMA2000 for China Telecom) |

## Snapdragon S4
| Model Tier | Mã sản phẩm              | Công nghệ bán dẫn | Kiến trúcCPU | CPU                                                                    | CPU Cache                                    | GPU                                         | Công nghệ bộ nhớ        | Công nghệ mạng | Mẫu có sẵn | Thiết bị sử dụng |
| ---------- | ------------------------ | ----------------- | ------------ | ---------------------------------------------------------------------- | -------------------------------------------- | ------------------------------------------- | ----------------------- | --- | ---------- | --- |
| Play       | MSM8225                  | 105 nm            | ARMv7        | Lên đến 0.3mhz loikép ARM Cortex-A5                                    |                                              | Adreno 203 (FWVGA/FWVGA)                    |                         | UMTS (GSM, GPRS, EDGE, HSPA) | 1H 2012    | HTC Desire SV, HTC Desire X, Huawei Ascend G510, Huawei Ascend Y300, LG Optimus L7 II Dual, Orange Nivo, GeeksPhone Peak+, Nokia X |
| Play       | MSM8625                  | 45 nm             | ARMv7        | Lên đến 1.2 GHz lõi-kép ARM Cortex-A5                                  |                                              | Adreno 203 (FWVGA/FWVGA)                    |                         | CDMA/UMTS (GSM, GPRS, EDGE, HSPA, 1×Rev.A, 1×EV-DO Rev.A/B)                                                                                            | 1H 2012    | HTC One SC |
| Play       | MSM8225Q                 | 45 nm             | ARMv7        | Lên đến 1.2 GHz lõi-tứ ARM Cortex-A5                                   |                                              | Adreno 203 (FWVGA/FWVGA)                    |                         | CDMA/UMTS (GSM, GPRS, EDGE, HSPA) | 1H 2012    | Lenovo A706, Huawei Ascend G525, CCE Motion Plus SK504 |
| Play       | MSM8625Q                 | 45 nm             | ARMv7        | Lên đến 1.2 GHz lõi-tứ ARM Cortex-A5                                   |                                              | Adreno 203 (FWVGA/FWVGA)                    |                         | CDMA/UMTS (GSM, GPRS, EDGE, HSPA, 1×Rev.A, 1×EV-DO Rev.A/B)                                                                                            | 1H 2012    | Samsung Galaxy Win/Grand Quattro, HTC Desire 600, Karbonn Titanium S1 |
| Plus       | MSM8227                  | 28 nm LP          | ARMv7        | Lên đến 1 GHz lõi-kép Krait                                            | L0: 4 KB + 4 KB, L1: 16 KB + 16 KB, L2: 1 MB | Adreno 305 (FWVGA/720p)                     |                         | Bluetooth 4.0, 802.11n (2.4/5 GHz), UMTS (DC-HSPA+, TD-SCDMA)                                                                                          | 2H 2012    | HTC Windows Phone 8S, Nokia Lumia 520, Nokia Lumia 620, Nokia Lumia 720, Nokia Lumia 525, Sony Xperia M, Sony Xperia M dual |
| Plus       | MSM8627                  | 28 nm LP          | ARMv7        | Lên đến 1 GHz lõi-kép Krait                                            | L0: 4 KB + 4 KB, L1: 16 KB + 16 KB, L2: 1 MB | Adreno 305 (FWVGA/720p)                     |                         | Bluetooth 4.0, 802.11n (2.4/5 GHz), CDMA/UMTS (HSPA+, 1× Adv./DOr0/A/B, SVDO-DB)                                                                       | 2H 2012    | HTC Windows Phone 8S |
| Plus       | APQ8030                  | 28 nm LP          | ARMv7        | Lên đến 1.2 GHz lõi-kép Krait                                          | L0: 4 KB + 4 KB, L1: 16 KB + 16 KB, L2: 1 MB | Adreno 305 (qHD/1080p)                      |                         | Bluetooth 4.0, 802.11n (2.4/5 GHz), thiếu vô tuyến | 3Q 2012    | |
| Plus       | MSM8230                  | 28 nm LP          | ARMv7        | Lên đến 1.2 GHz lõi-kép Krait                                          | L0: 4 KB + 4 KB, L1: 16 KB + 16 KB, L2: 1 MB | Adreno 305 (qHD/1080p)                      | Kênh-đơn 533 MHz LPDDR2 | Blutetooth 4.0, 802.11n (2.4/5 GHz), GSM (GPRS, EDGE), UMTS (DC-HSPA+, TD-SCDMA)                                                                       | Q3 2012    | Sony Xperia L HTC One SV (bản 3G), Huawei Ascend W1 |
| Plus       | MSM8630                  | 28 nm LP          | ARMv7        | Lên đến 1.2 GHz lõi-kép Krait                                          | L0: 4 KB + 4 KB, L1: 16 KB + 16 KB, L2: 1 MB | Adreno 305 (qHD/1080p)                      | Kênh-đơn 533 MHz LPDDR2 | Bluetooth 4.0, 802.11n (2.4/5 GHz), GSM (GPRS, EDGE), CDMA/UMTS (HSPA+, 1× Adv./DOr0/A/B, SVDO-DB)                                                     | Q3 2012    | |
| Plus       | MSM8930                  | 28 nm LP          | ARMv7        | Lên đến 1.2 GHz lõi-kép Krait                                          | L0: 4 KB + 4 KB, L1: 16 KB + 16 KB, L2: 1 MB | Adreno 305 (qHD/1080p)                      | Kênh-đơn 533 MHz LPDDR2 | Blutetooth 4.0, 802.11n (2.4/5 GHz), World Mode (LTE FDD/TDD CAT3, SVLTE-DB, TD-SCDMA, Rel9 DC-HSPA+, GSM/GPRS/EDGE, EGAL, 1× Adv., 1× EV-DO Rev. A/B) | Q3 2012    | HTC One VX, HTC One SV (bản 4G), Samsung Galaxy Express, Samsung Galaxy ACE 3 LTE (GT-S7275) Boston 4G, Orange Lumo 4G |
| Plus       | APQ8060A                 | 28 nm LP          | ARMv7        | Lên đến 1.5 GHz lõi-kép Krait                                          | L0: 4 KB + 4 KB, L1: 16 KB + 16 KB, L2: 1 MB | Adreno 225 (WUXGA/1080p)                    |                         | Bluetooth 4.0, 802.11n (2.4/5 GHz), thiếu vô tuyến | 2H 2012    | Lenovo IdeaTab S2110 |
| Plus       | MSM8260A                 | 28 nm LP          | ARMv7        | Lên đến 1.5 GHz lõi-kép Krait                                          | L0: 4 KB + 4 KB, L1: 16 KB + 16 KB, L2: 1 MB | Adreno 225 (WUXGA/1080p)                    | Kênh-đôi 500 MHz LPDDR2 | Bluetooth 4.0, 802.11n (2.4/5 GHz), GSM (GPRS, EDGE), UMTS (DC-HSPA+, TD-SCDMA)                                                                        | Q1 2012    | Acer CloudMobile S500, Asus Padfone, HTC One S (Z520e), HTC Windows Phone 8X (bản tùy chọn), Samsung Galaxy S Relay 4G, Sony Xperia T, Sony Xperia TX, Vertu Ti, Haier w910 |
| Plus       | MSM8660A                 | 28 nm LP          | ARMv7        | Lên đến 1.5 GHz lõi-kép Krait                                          | L0: 4 KB + 4 KB, L1: 16 KB + 16 KB, L2: 1 MB | Adreno 225 (WUXGA/1080p)                    | Kênh-đôi 500 MHz LPDDR2 | Bluetooth 4.0, 802.11n (2.4/5 GHz), CDMA/UMTS (HSPA+, 1× Adv./DOr0/A/B, SVDO-DB)                                                                       | Q1 2012    | HTC J (ISW13HT), Sharp AQUOS PHONE SERIE (ISW16SH) |
| Plus       | MSM8960                  | 28 nm LP          | ARMv7        | Lên đến 1.5 GHz lõi-kép Krait                                          | L0: 4 KB + 4 KB, L1: 16 KB + 16 KB, L2: 1 MB | Adreno 225 (WUXGA/1080p)                    | Kênh-đôi 500 MHz LPDDR2 | Bluetooth 4.0, 802.11n (2.4/5 GHz), World Mode (LTE FDD/TDD CAT3, SVLTE-DB, TD-SCDMA, Rel9 DC-HSPA+, GSM/GPRS/EDGE, EGAL, 1× Adv., 1× EV-DO Rev. A/B)  | Q1 2012    | Asus Transformer Pad Infinity (bản 3G/4G), BlackBerry Z10, HTC Droid Incredible 4G LTE, HTC Evo 4G LTE, HTC One X (North America), HTC One XL, HTC Windows Phone 8X, LG Mach, Motorola Atrix HD, Motorola Droid Razr M, Motorola Droid Razr HD, Motorola Razr HD, Motorola Droid Razr Maxx HD, Nokia Lumia 820, Nokia Lumia 920, Nokia Lumia 925, Nokia Lumia 1020, Panasonic Eluga Power, Qualcomm Snapdragon S4 Plus MSM8960 MDP/S, Samsung Galaxy S III (phiên bản tùy chọn), Sharp Aquos Phone sv (SH-10D), Sharp Aquos Phone Zeta (SH-09D), Sony Xperia GX, Sony Xperia TL, Sony Xperia SX, Sony Xperia V, Toshiba Regza Phone (T-02D), ZTE Grand Era LTE, ZTE Grand X LTE, ZTE V96, Huawei Ascend P1 LTE, Kyocera Hydro Elite C6750, Nokia Lumia 928, Nokia Lumia 822, Nokia Lumia 810, Sony Xperia T LTE, LG Lucid 2, LG Optimus F7, LG Optimus F5, LG Spectrum 2, LG Optimus VU II, BlackBerry Q10, Huawei Premia 4G, ZTE Vital, ZTE Avid 4G, ZTE Flash, Dell XPS 10, LG Escape, LG Optimus LTE II, Kyocera Hydro XTRM, Kyocera Torque, BlackBerry Porsche Design, Pantech Discover, Pantech Perception, Pantech Flex, Pantech Vega PTL21, Xolo LT900, Kyocera Torque SKT01 |
| Pro        | MSM8260A Pro             | 28 nm LP          | ARMv7        | Lên đến 1.7 GHz lõi-kép Krait 300                                      | L0: 4 KB + 4 KB, L1: 16 KB + 16 KB, L2: 1 MB | Adreno 320 (WUXGA/1080p) at 400 MHz         | Kênh-đôi 500 MHz LPDDR2 | Bluetooth 4.0, 802.11n (2.4/5 GHz), World Mode (LTE FDD/TDD CAT3, SVLTE-DB, TD-SCDMA, Rel9 DC-HSPA+, GSM/GPRS/EDGE, EGAL, 1× Adv., 1× EV-DO Rev. A/B)  |            | Xiaomi Mi-2A |
| Pro        | MSM8960T                 | 28 nm LP          | ARMv7        | Lên đến 1.7 GHz lõi-kép Krait 200                                      | L0: 4 KB + 4 KB, L1: 16 KB + 16 KB, L2: 1 MB | Adreno 320 (WUXGA/1080p) at 400 MHz         | Kênh-đôi 500 MHz LPDDR2 | Bluetooth 4.0, 802.11n (2.4/5 GHz), World Mode (LTE FDD/TDD CAT3, SVLTE-DB, TD-SCDMA, Rel9 DC-HSPA+, GSM/GPRS/EDGE, EGAL, 1× Adv., 1× EV-DO Rev. A/B)  | Q2 2012    | Nokia Lumia 920T, Sony Xperia SP, Yota Devices YotaPhone C9660 |
| Pro        | MSM8960T Pro (MSM8960AB) | 28 nm LP          | ARMv7        | Lên đến 1.7 GHz lõi-kép Krait 300                                      | L0: 4 KB + 4 KB, L1: 16 KB + 16 KB, L2: 1 MB | Lõi-tứ Adreno 320 (WUXGA/1080p) tại 400 MHz | Kênh-đôi 500 MHz LPDDR2 | Bluetooth 4.0, 802.11n (2.4/5 GHz), World Mode (LTE FDD/TDD CAT3, SVLTE-DB, TD-SCDMA, Rel9 DC-HSPA+, GSM/GPRS/EDGE, EGAL, 1× Adv., 1× EV-DO Rev. A/B)  |            | BlackBerry Z30 |
| Pro        | MSM8960DT                | 28 nm LP          | ARMv7        | Lên đến 1.7 GHz lõi-kép Krait 300, ngôn ngữ xử lý tự nhiên và ngữ cảnh | L0: 4 KB + 4 KB, L1: 16 KB + 16 KB, L2: 1 MB | Lõi-tứ Adreno 320 (WUXGA/1080p) với 400 MHz | Kênh-đôi 500 MHz LPDDR2 | Bluetooth 4.0, 802.11n (2.4/5 GHz), World Mode (LTE FDD/TDD CAT3, SVLTE-DB, TD-SCDMA, Rel9 DC-HSPA+, GSM/GPRS/EDGE, EGAL, 1× Adv., 1× EV-DO Rev. A/B)  | Q3 2013    | Motorola Droid Ultra, Motorola Droid Maxx, Motorola Droid Mini, Moto X |
| Pro        | APQ8064                  | 28 nm LP          | ARMv7        | Lên đến 1.5 GHz lõi-tứ Krait 200                                       | L0: 4 KB + 4 KB, L1: 16 KB + 16 KB, L2: 2 MB | Adreno 320 (QXGA/1080p) tại 400 MHz         | Kênh-đôi 533 MHz        | Bluetooth 4.0, 802.11n (2.4/5 GHz), thiếu vô tuyến | 2012       | Asus PadFone 2, HTC Droid DNA, HTC J Butterfly, LG Optimus G, Nexus 4, Qualcomm Snapdragon S4 Pro APQ8064 MDP/T, Oppo Find 5, Pantech Vega No.6, Pantech Vega R3, Sharp Aquos Phone Zeta (SH-02E), Sony Xperia UL, Sony Xperia Z, Sony Xperia ZL, Sony Xperia ZR, Xiaomi MI-2, Panasonic P-02E, Inforce IFC6410 |
| Prime      | MPQ8064                  | 28 nm LP          | ARMv7        | Lên đến 1.7 GHz lõi-tứ Krait                                           | L0: 4 KB + 4 KB, L1: 16 KB + 16 KB, L2: 2 MB | Adreno 320 (FHD/1080p) với 400 MHz          | Kênh-đôi 533 MHz        | Không kết nối | 2012       | |

## Snapdragon 200
| Mã sản phẩm | Công nghệ bán dẫn | Kiến trúcCPU | CPU                                   | CPU Cache | GPU                    | Công nghệ bộ nhớ | Công nghệ mạng                                              | Mẫu có sẵn | Thiết bị sử dụng                                                                                     |
| ----------- | ----------------- | ------------ | ------------------------------------- | --------- | ---------------------- | ---------------- | ----------------------------------------------------------- | ---------- | --- |
| 8225Q       | 45 nm LP          | ARMv7        | Lên đến 1.4 GHz lõi-tứ ARM Cortex-A5  |           | Adreno 203 (WXGA/720p) | LPDDR2           | UMTS (GSM, GPRS, EDGE, HSPA)                                | 2013       | Bauhn WL-101GQC, Casper Via A3216, Mito A355, Xolo Q500, CCE Motion Plus RK402,                      |
| 8625Q       | 45 nm LP          | ARMv7        | Lên đến 1.4 GHz lõi-tứ ARM Cortex-A5  |           | Adreno 203 (WXGA/720p) | LPDDR2           | CDMA/UMTS (GSM, GPRS, EDGE, HSPA, 1×Rev.A, 1×EV-DO Rev.A/B) | 2013       | HTC Desire 500, HTC Desire 600, Karbonn Titanium S5, Micromax A111 Canvas Doodle, Samsung Galaxy Win |
| 8210        | 28 nm LP          | ARMv7        | Lên đến 1.2 GHz lõi-kép ARM Cortex-A7 |           | Adreno 302 (WXGA/720p) | LPDDR2           |                                                             | 2013       | Sony Xperia E1, Sony Xperia E1 Dual, Nokia X2                                                        |
| 8610        | 28 nm LP          | ARMv7        | Lên đến 1.2 GHz lõi-kép ARM Cortex-A7 |           | Adreno 302 (WXGA/720p) | LPDDR2           |                                                             | 2013       | |
| 8212        | 28 nm LP          | ARMv7        | Lên đến 1.2 GHz lõi-tứ ARM Cortex-A7  |           | Adreno 302 (WXGA/720p) | LPDDR2           |                                                             | 2013       | |
| 8612        | 28 nm LP          | ARMv7        | Lên đến 1.2 GHz lõi-tứ ARM Cortex-A7  |           | Adreno 302 (WXGA/720p) | LPDDR2           |                                                             | 2013       | |

## Snapdragon 400
| Mã sản phẩm | Công nghệ bán dẫn | Kiến trúcCPU | CPU                                  | CPU Cache           | GPU                | Công nghệ bộ nhớ | Công nghệ mạng                                                   | Mẫu có sẵn | Thiết bị sử dụng |
| ----------- | ----------------- | ------------ | ------------------------------------ | ------------------- | ------------------ | ---------------- | ---------------------------------------------------------------- | ---------- | --- |
| 8226        | 28 nm LP          | ARMv7        | Lên đến 1.2 GHz lõi-tứ ARM Cortex-A7 |                     | Adreno 305 450 MHz |                  | Bluetooth 4.0, 802.11 b/g/n, GSM/GPRS/EDGE/UMTS/HSPA+ lên đến 21 |            | Motorola Moto G 8GB, Motorola Moto G dual 8GB, Moto G Colors Dual 16GB, Samsung Galaxy Grand 2, LG G2 Mini                                                                       |
| 8626        | 28 nm LP          | ARMv7        | Lên đến 1.6 GHz lõi-tứ ARM Cortex-A7 |                     | Adreno 305         |                  |                                                                  |            | |
| 8628        | 28 nm LP          | ARMv7        | Lên đến 1.6 GHz lõi-tứ ARM Cortex-A7 |                     | Adreno 305         |                  |                                                                  |            | Xiaomi Redmi 1S |
| 8926        | 28 nm LP          | ARMv7        | 1.2 GHz lõi-tứ ARM Cortex-A7         |                     | Adreno 305         | LPDDR2 LPDDR3    | Không rõ                                                         | Q4 2013    | Motorola Moto G, LG G2 Mini LTE |
| 8230        | 28 nm LP          | ARMv7        | Lên đến 1.2 GHz lõi-kép Krait 200    | L1: 32 KB, L2: 1 MB | Adreno 305         | LPDDR2 @ 533 MHz |                                                                  |            | Samsung Galaxy Core Advance, LG Optimus L9 II, Sony Xperia L, BlackBerry Q5, Huawei Ascend W2, Gigabyte GSmart Simba SX1                                                         |
| 8630        | 28 nm LP          | ARMv7        | Lên đến 1.2 GHz lõi-kép Krait 200    | L1: 32 KB, L2: 1 MB | Adreno 305         | LPDDR2 @ 533 MHz |                                                                  |            | |
| 8930        | 28 nm LP          | ARMv7        | Lên đến 1.2 GHz lõi-kép Krait 200    | L1: 32 KB, L2: 1 MB | Adreno 305         | LPDDR2 @ 533 MHz | LTE                                                              |            | Nokia Lumia 625, Samsung Galaxy Express (GT-I8730) HTC One mini (601e), Samsung Galaxy ACE 3 LTE (GT-S7275), LG Optimus F3, LG Optimus F3Q                                       |
| 8930AA      | 28 nm LP          | ARMv7        | Lên đến 1.4 GHz lõi-kép Krait 300    | L1: 32 KB, L2: 1 MB | Adreno 305         | LPDDR2 @ 533 MHz |                                                                  |            | HTC First, HTC One mini (LTE), Jolla |
| 8030AB      | 28 nm LP          | ARMv7        | Lên đến 1.7 GHz lõi-kép Krait 300    |                     | Adreno 305         |                  |                                                                  |            | |
| 8230AB      | 28 nm LP          | ARMv7        | Lên đến 1.7 GHz lõi-kép Krait 300    | L1: 32 KB, L2: 1 MB | Adreno 305         | LPDDR2 @ 533 MHz |                                                                  |            | Samsung Galaxy S4 Mini (GT-I9190), Samsung Galaxy S4 Mini Duos, Samsung Galaxy S4 mini I9195 LTE, Nokia Lumia 1320                                                               |
| 8630AB      | 28 nm LP          | ARMv7        | Lên đến 1.7 GHz lõi-kép Krait 300    | L1: 32 KB, L2: 1 MB | Adreno 305         | LPDDR2 @ 533 MHz |                                                                  |            | |
| 8930AB      | 28 nm LP          | ARMv7        | Lên đến 1.7 GHz lõi-kép Krait 300    | L1: 32 KB, L2: 1 MB | Adreno 305         | LPDDR2 @ 533 MHz |                                                                  |            | Samsung Galaxy Mega 6.3, Samsung Galaxy S4 Mini (GT-I9195) Nokia Lumia 1320, Samsung Galaxy Tab 3 7.0 (bản LTE), HTC Desire 601, Samsung Galaxy Express 2, Samsung Galaxy Golden |

### Snapdragon 410
Snapdragon 410 được công bố vào ngày 9 tháng 12 năm 2013, nó là chip 64-bit đầu tiên của Qualcomm chạy trên thiết bị di động. Nó cũng có đa chế độ 4G LTE, Bluetooth, Wi-Fi, NFC, GPS, GLONASS và BeiDou, và chứa Adreno 306 GPU. Nó có thể hỗ trợ màn hình 1080p và máy ảnh 13 Megapixel.
| Mã sản phẩm | Công nghệ bán dẫn | Kiến trúc CPU | CPU                        | CPU Cache | GPU        | Công nghệ bộ nhớ | Công nghệ mạng                                                | Mẫu có sẵn | Thiết bị sử dụng                                                                                               |
| ----------- | ----------------- | ------------- | -------------------------- | --------- | ---------- | ---------------- | ------------------------------------------------------------- | ---------- | --- |
| 8916        | 28 nm LP          | ARMv8         | 1.19 GHz lõi-tứ Cortex-A53 |           | Adreno 306 | 64-bit LPDDR2/3  | Multimode 4G LTE, Bluetooth, Wi-Fi, NFC, GPS, GLONASS, BeiDou |            | Samsung Galaxy Grand Prime, Samsung Galaxy Core Prime, HTC Desire 510, Samsung Galaxy J5 (phiên bản 2015-2016) |

## Snapdragon 600
- Màn hình điều khiển: MDP 4. 2 RGB planes, 2 VIG planes, 1080p
- Kiến trúc CPU: ARMv7

| Mã sản phẩm                       | Công nghệ bán dẫn | CPU                              | CPU Cache                                    | GPU                                 | DSP                       | Công nghệ bộ nhớ          | GPS        | Công nghệ mạng                              | Mẫu có sẵn | Thiết bị sử dụng |
| --------------------------------- | ----------------- | -------------------------------- | -------------------------------------------- | ----------------------------------- | ------------------------- | ------------------------- | ---------- | ------------------------------------------- | ---------- | --- |
| APQ8064T                          | 28 nm LP          | Lên đến 1.7 GHz lõi-tứ Krait 300 | L0: 4 KB + 4 KB, L1: 16 KB + 16 KB, L2: 2 MB | Adreno 320 (QXGA/1080p) với 400 MHz | Hexagon, QDSP6V4 @500 MHz | Kênh-đôi 600 MHz LPDDR3   | IZat Gen8A | Bluetooth 4.0, 802.11a/b/g/n/ac (2.4/5 GHz) | Q1 2013    | HTC One Max, HTC One, Asus Padfone Infinity, LG Optimus G Pro, Oppo Find 5, Xiaomi Mi-2S, Samsung Galaxy S4 Active, Samsung Galaxy S4 I9505, ZTE Grand Memo, LG G Pad 8.3, Vivo Xplay, Oppo N1, LG GX |
| APQ8064AB                         | 28 nm LP          | Lên đến 1.9 GHz lõi-tứ Krait 300 | L0: 4 KB + 4 KB, L1: 16 KB + 16 KB, L2: 2 MB | Adreno 320 (QXGA/1080p) với 450 MHz | Hexagon, QDSP6V4 @500 MHz | Kênh-đôi 600 MHz LPDDR3   | IZat Gen8A | Bluetooth 4.0, 802.11a/b/g/n/ac (2.4/5 GHz) |            | HTC Butterfly S, Samsung Galaxy S4 LTE |
| APQ8064–1AA (quảng cáo là S4 Pro) | 28 nm LP          | Lên đến 1.5 GHz lõi-tứ Krait 300 | L0: 4 KB + 4 KB, L1: 16 KB + 16 KB, L2: 2 MB | Adreno 320 (FHD/1080p) với 400 MHz  | Hexagon, QDSP6V4 @500 MHz | DDR3L-1600 (12.8 GB/giây) | IZat Gen8A | Bluetooth 4.0, 802.11a/b/g/n/ac (2.4/5 GHz) | 2013       | Nexus 7 (bản 2013), ASUS MeMO Pad FHD 10 ME302KL LTE |
| APQ8064–DEB (quảng cáo là S4 Pro) | 28 nm LP          | Lên đến 1.5 GHz lõi-tứ Krait 300 | L0: 4 KB + 4 KB, L1: 16 KB + 16 KB, L2: 2 MB | Adreno 320 (FHD/1080p) với 400 MHz  | Hexagon, QDSP6V4 @500 MHz | DDR3L-1600 (12.8 GB/giây) | IZat Gen8A | Bluetooth 4.0, 802.11a/b/g/n/ac (2.4/5 GHz) | 2013       | Nexus 7 (bản 2013) bản LTE |
| APQ8064–FLO (quảng cáo là S4 Pro) | 28 nm LP          | Lên đến 1.5 GHz lõi-tứ Krait 300 | L0: 4 KB + 4 KB, L1: 16 KB + 16 KB, L2: 2 MB | Adreno 320 (FHD/1080p) với 400 MHz  | Hexagon, QDSP6V4 @500 MHz | DDR3L-1600 (12.8 GB/giây) | IZat Gen8A | Bluetooth 4.0, 802.11a/b/g/n/ac (2.4/5 GHz) | 2013       | Nexus 7 (bản 2013) bản LTE |
| APQ8064M                          | 28 nm LP          | Lên đến 1.7 GHz lõi-tứ Krait     | L0: 4 KB + 4 KB, L1: 16 KB + 16 KB, L2: 2 MB | Adreno 320 (FHD/1080p) với 400 MHz  | Hexagon, QDSP6V4 @500 MHz | Kênh đôi 533 MHz LPDDR3   | IZat Gen8A | Không kết nối                               | 2013       | Xiaomi MiTV, Qubi, LeTV Super TV X60 |

### Snapdragon 602A
Vi xử lý Snapdragon 602A được công bố vào 6 tháng 1 năm 2014, nó là giải pháp Qualcomm đối với ngành công nghiệp xe hơi.
| Mã sản phẩm | Công nghệ bán dẫn | Kiến trúc CPU | CPU                          | CPU Cache | GPU        | DSP                  | Công nghệ bộ nhớ | Công nghệ mạng | Mẫu có sẵn | Thiết bị sử dụng |
| ----------- | ----------------- | ------------- | ---------------------------- | --------- | ---------- | -------------------- | ---------------- | --- | ---------- | ---------------- |
| 8064-AU     | 28 nm LP          |               | Lõi-tứ Krait (có thể là 300) |           | Adreno 320 | Không rõ Hexagon DSP |                  | LTE TDD/FDD, CDMA 1x và 1xEV-DO, DC-HSPA+ và UMTS, TD-SCDMA và GSM/EDGE, Qualcomm VIVE 2-stream, kênh đôi 802.11ac Wi-Fi và Bluetooth LE 4.0, Miracast, và Bluetooth ô tô cấu hình như A2DP, AVRCP, HFP, PBAP và MAP | Q1 2014    |                  |

### Snapdragon 610
Snapdragon 610 được công bố vào 24 tháng 2 năm 2014
- Tăng tốc giải mã phần cứng HEVC/H.265[201]

| Mã sản phẩm | Công nghệ bán dẫn | Kiến trúc CPU | CPU               | CPU Cache | GPU        | Công nghệ bộ nhớ | Công nghệ mạng                                                                 | Mẫu có sẵn | Thiết bị sử dụng |
| ----------- | ----------------- | ------------- | ----------------- | --------- | ---------- | ---------------- | ------------------------------------------------------------------------------ | ---------- | ---------------- |
| 8939        | 28 nm LP          | ARMv8         | Lõi-tứ Cortex-A53 |           | Adreno 405 | 64-bit LPDDR2/3  | Multimode 4G LTE, Bluetooth, Qualcomm VIVE 802.11ac, NFC, GPS, GLONASS, BeiDou | Q3 2014    |                  |

### Snapdragon 615
Snapdragon 615 được công bố vào 24 tháng 2 năm 2014, nó là SoC tám lõi đầu tiên của Qualcomm.
- Tăng tốc giải mã phần cứng HEVC/H.265

| Mã sản phẩm | Công nghệ bán dẫn | Kiến trúc CPU | CPU                | CPU Cache | GPU        | Công nghệ bộ nhớ | Công nghệ mạng                                                                | Mẫu có sẵn | Thiết bị sử dụng        |
| ----------- | ----------------- | ------------- | ------------------ | --------- | ---------- | ---------------- | ----------------------------------------------------------------------------- | ---------- | ----------------------- |
| 8936        | 28 nm LP          | ARMv8         | Tám-lõi Cortex-A53 |           | Adreno 405 | 64-bit LPDDR2/3  | Multimode 4G LTE, Bluetooth, Qualcomm VIVE 802.11ac NFC, GPS, GLONASS, BeiDou | Q3 2014    | HTC Désire 820, OPPO F1 |

## Snapdragon 800
- Lên đến 2.36 GHz
- ARMv7
- Bộ nhớ LPDDR3
- 4 KiB + 4 KiB L0 cache
- 16 KiB + 16 KiB L1 cache
- 2 MiB L2 cache
- Quay và phát video 4K × 2K UHD
- Lên đến 21 Megapixel, xử lý hình ảnh 3D kép
- USB 2.0 and 3.0
- 28 nm HPm công nghệ bán dẫn
- Màn hình điều khiển: MDP 5, 2 RGB, 2 VIG, 2 DMA, 4k

| Mã sản phẩm | Công nghệ bán dẫn | Kiến trúc CPU | CPU                               | GPU                | GPU     | DSP                        | Công nghệ bộ nhớ       | Công nghệ bộ nhớ       | GPS        | WAN   | WLAN                       | PAN           | Mẫu sẵn có | Thiết bị sử dụng |  |
| ----------- | ----------------- | ------------- | --------------------------------- | ------------------ | ------- | -------------------------- | ---------------------- | ---------------------- | ---------- | ----- | -------------------------- | ------------- | ---------- | --- |  |
| 8074        | 28 nm HPm         | ARMv7         | Lên đến 2.26 GHz lõi-tứ Krait 400 | Adreno 330 (2160p) | 450 MHz | Hexagon, QDSP6V5A, 600 MHz | 32-bit kênh đôi LPDDR3 | 800 MHz (12.8 GB/giây) | IZAT Gen8B | Không | 802.11n/ac (2.4 và 5 GHz)  | Bluetooth 4.0 | Q2 2013    | Amazon Kindle Fire HDX Tablet, |  |
| 8074-AB     | 28 nm HPm         | ARMv7         | Lên đến 2.36 GHz lõi-tứ Krait 400 | Adreno 330 (2160p) | 550 MHz | Hexagon, QDSP6V5A, 600 MHz | 32-bit kênh đôi LPDDR3 | 933 MHz (14.9 GB/giây) | IZAT Gen8B | Không | 802.11n/ac (2.4 và 5 GHz)  | Bluetooth 4.0 | Q4 2013    | Nokia Lumia 930 |  |
| 8274        | 28 nm HPm         | ARMv7         | Lên đến 2.26 GHz lõi-tứ Krait 400 | Adreno 330 (2160p) | 450 MHz | Hexagon, QDSP6V5A, 600 MHz | 32-bit kênh đôi LPDDR3 | 800 MHz (12.8 GB/giây) | IZAT Gen8B | HSPA+ | 802.11n/ac (2.4 và 5 GHz)  | Bluetooth 4.0 | Q2 2013    | Sony Xperia Z Ultra, Lenovo Vibe Z |  |
| 8274-AB     | 28 nm HPm         | ARMv7         | Lên đến 2.36 GHz lõi-tứ Krait 400 | Adreno 330 (2160p) | 550 MHz | Hexagon, QDSP6V5A, 600 MHz | 32-bit kênh đôi LPDDR3 | 933 MHz (14.9 GB/giây) | IZAT Gen8B | HSPA+ | 802.11n/ac (2.4 và 5 GHz)  | Bluetooth 4.0 | Q4 2013    | Xiaomi Mi3 (bản China Unicom WCDMA) |  |
| 8674        | 28 nm HPm         | ARMv7         | Lên đến 2.26 GHz lõi-tứ Krait 400 | Adreno 330 (2160p) | 450 MHz | Hexagon, QDSP6V5A, 600 MHz | 32-bit kênh đôi LPDDR3 | 800 MHz (12.8 GB/giây) | IZAT Gen8B | CDMA  | 802.11n/ac (2.4 and 5 GHz) | Bluetooth 4.0 | Q2 2013    | |  |
| 8974-AA     | 28 nm HPm         | ARMv7         | Lên đến 2.26 GHz lõi-tứ Krait 400 | Adreno 330 (2160p) | 450 MHz | Hexagon, QDSP6V5A, 600 MHz | 32-bit kênh đôi LPDDR3 | 800 MHz (12.8 GB/giây) | IZAT Gen8B | LTE   | 802.11n/ac (2.4 và 5 GHz)  | Bluetooth 4.0 | Q2 2013    | Acer Liquid S2, ASUS The new PadFone Infinity, LG G2, LG G Flex, LG G Pro 2, LG Nexus 5, Samsung Galaxy J, Samsung Galaxy Note 10.1 2014 Edition (biến thể LTE), Samsung Galaxy S4 LTE-A, Samsung Galaxy S4 LTE+, Sony Xperia Z Ultra, Sony Xperia Z1 Samsung Galaxy Note 3 (biến thể LTE), Nokia Lumia 1520, Pantech Vega Secret UP, Pantech Vega Secret Note, Pantech Vega LTE-A, Gionee ELIFE E7, LG Optimus Vu 3, Sony Xperia Z1 Compact, Lenovo Vibe Z LTE, Samsung Galaxy Note Pro 12.2 (biến thể LTE), Samsung Galaxy Tab Pro (12.2 & 10.1) (biến thể LTE), Samsung Galaxy Tab Pro 8.4, Sony Xperia Z1s |  |
| 8974-AB     | 28 nm HPm         | ARMv7         | Lên đến 2.36 GHz lõi-tứ Krait 400 | Adreno 330 (2160p) | 550 MHz | Hexagon, QDSP6V5A, 600 MHz | 32-bit kênh đôi LPDDR3 | 933 MHz (14.9 GB/giây) | IZAT Gen8B | LTE   | 802.11n/ac (2.4 và 5 GHz)  | Bluetooth 4.0 | Q4 2013    | Vivo Xplay 3S, ZTE Nubia Z5S, Samsung Galaxy Round, ZTE Grand S II LTE |  |

Chip Snapdragon 802, 8092, trước đây công bố bởi Qualcomm trở thành một phần của dòng sản phẩm, nhưng sau đó Qualcomm tuyên bố không phát hành ra thị trường.

### Snapdragon 801
Snapdragon 801 được công bố vào 24 tháng 2 năm 2014. Nó được thiết kế tốc độ xoay vòng cao hơn biến thể Snapdragon 800, nó cũng thêm hỗ trợ eMMC 5.0 cho phép chuyển lên đến 400MB/s.
| Mã sản phẩm | Công nghệ bán dẫn | Kiến trúc CPU | CPU                               | GPU                | GPU     | DSP                        | Công nghệ bộ nhớ       | Công nghệ bộ nhớ       | GPS        | WAN   | WLAN                      | PAN           | Mẫu có sẵn | Thiết bị sử dụng                                                                            |
| ----------- | ----------------- | ------------- | --------------------------------- | ------------------ | ------- | -------------------------- | ---------------------- | ---------------------- | ---------- | ----- | ------------------------- | ------------- | ---------- | ------------------------------------------------------------------------------------------- |
| 8074-AB     | 28 nm HPm         | ARMv7         | Lên đến 2.36 GHz lõi-tứ Krait 400 | Adreno 330 (2160p) | 550 MHz | Hexagon, QDSP6V5A, 600 MHz | 32-bit kênh-đôi LPDDR3 | 933 MHz (14.9 GB/giây) | IZAT Gen8B | Không | 802.11n/ac (2.4 và 5 GHz) | Bluetooth 4.0 | Q4 2013    | Sony Xperia Z2 Tablet (bản WiFi),                                                           |
| 8974-AB     | 28 nm HPm         | ARMv7         | Lên đến 2.36 GHz lõi-tứ Krait 400 | Adreno 330 (2160p) | 550 MHz | Hexagon, QDSP6V5A, 600 MHz | 32-bit kênh-đôi LPDDR3 | 933 MHz (14.9 GB/giây) | IZAT Gen8B | LTE   | 802.11n/ac (2.4 và 5 GHz) | Bluetooth 4.0 | Q4 2013    | Sony Xperia Z2, Sony Xperia Z2 Tablet (biến thể LTE) ,HTC One M8, HTC One E8/E8 Dual,LG G3, |
| 8974-AC     | 28 nm HPm         | ARMv7         | Lên đến 2.5 GHz lõi-tứ Krait 400  | Adreno 330 (2160p) | 578 MHz | Hexagon, QDSP6V5A, 600 MHz | 32-bit kênh đôi LPDDR3 | 933 MHz (14.9 GB/s)    | IZAT Gen8B | LTE   | 802.11n/ac (2.4 và 5 GHz) | Bluetooth 4.0 | Q1 2014    | Gionee ELIFE E7L, Samsung Galaxy S5, Sony Xperia Z3, Xiaomi Mi 4,                           |

### Snapdragon 805
Tính năng đáng chú ý
- Lõi tứ Krait 450 CPU lên đến 2.7 GHz mỗi nhân
- ARMv7
- 16 KiB / 16 KiB L1 cache mỗi nhân
- 2 MiB L2 cache
- 4K UHD video và phát
- Xử lý tín hiệu hình ảnh kép hỗ trợ lên đến 55 Megapixel, 3D nổi
- Adreno 420 GPU
- LPDDR3 25.6 GB/s bộ nhớ băng thông
- IZat Gen8B GNSS công nghệ định vị
- USB 2.0 và 3.0
- Hexagon, QDSP6V5A, 600 MHz
- BT4.0, 802.11ac Wi-Fi
- 28 nm HPm (hiệu suất di động cao)[240][241]

| Mã sản phẩm | Công nghệ bán dẫn | Kiến trúc CPU | CPU                              | GPU                | DSP                        | Công nghệ bộ nhớ | GPS        | WAN   | WLAN                      | PAN           | Mẫu sẵn có | Thiết bị sử dụng                                                                                   |
| ----------- | ----------------- | ------------- | -------------------------------- | ------------------ | -------------------------- | ---------------- | ---------- | ----- | ------------------------- | ------------- | ---------- | -------------------------------------------------------------------------------------------------- |
| APQ8084     | 28 nm HPm         | ARMv7         | Lên đến 2.7 GHz lõi-tứ Krait 450 | Adreno 420 (2160p) | Hexagon, QDSP6V5A, 600 MHz | 32-bit LPDDR3    | IZat Gen8B | Không | 802.11n/ac (2.4 và 5 GHz) | Bluetooth 4.0 | Q1 2014    | Samsung GALAXY S5 LTE-A, Samsung GALAXY Note 4, Motorola Nexus 6, Motorola Droid Turbo, LG G3 Cat6 |

### Snapdragon 808
Snapdragon 808 là SoC 6-lõi đầu tiên của Qualcomm, tính năng đáng chú ý bao gồm:
- ARMv8-A
- H265/HEVC encoding
- Hỗ trợ eMMC 5.0
- 12-bit dual-ISP

| Mã sản phẩm | Công nghệ bán dẫn | CPU                 | CPU                                                | CPU  | CPU        | GPU        | GPU        | DSP         | DSP        | Công nghệ bộ nhớ | Công nghệ bộ nhớ | Công nghệ bộ nhớ    | GPS        | Wireless    | Wireless | Wireless      | Mẫu sẵn có | Thiết bị sử dụng                           |
| Mã sản phẩm | Công nghệ bán dẫn | Hướng dẫn thiết lập | Kiến trúc                                          | Nhân | Vòng (GHz) | Kiến trúc  | Vòng (MHz) | Kiến trúc   | Vòng (MHz) | Loại             | Bus width (bit)  | Băng thông (GB/s)   | GPS        | Di động     | WLAN     | PAN           |            |                                            |
| ----------- | ----------------- | ------------------- | -------------------------------------------------- | ---- | ---------- | ---------- | ---------- | ----------- | ---------- | ---------------- | ---------------- | ------------------- | ---------- | ----------- | -------- | ------------- | ---------- | ------------------------------------------ |
| MSM8992     | 20 nm HPm         | ARMv8-A             | Cortex-A57 Cortex-A53 (với Global Task Scheduling) | 2+4  | 2.0 ?      | Adreno 418 |            | Hexagon V56 | 800 MHz    | LPDDR3           | 64-bit           | 933 MHz (14.9 GB/s) | IZat Gen8C | LTE Cat 6/7 | 802.11ac | Bluetooth 4.1 | H1 2015    | LG G4, Xiaomi Mi4c, Moto X Style, Nexus 5X |

### Snapdragon 810
Snapdragon 810 là SoC 8-lõi đầu tiên của Qualcomm, tuy nhiên vướng phải lỗi quá nhiệt.  Các tính năng đáng chú ý bao gồm :
- ARMv8-A
- H265/HEVC encoding/decoding
- Hỗ trợ eMMC 5.0
- 14-bit dual-ISP

| Mã sản phẩm | Công nghệ bán dẫn | CPU                 | CPU                                                | CPU | CPU        | GPU        | GPU        | DSP         | DSP        | Công nghệ bộ nhớ | Công nghệ bộ nhớ | Công nghệ bộ nhớ     | GPS        | Wireless    | Wireless | Wireless      | Mẫu sẵn có | Thiết bị sử dụng                            |
| Mã sản phẩm | Công nghệ bán dẫn | Hướng dẫn thiết lập | Kiến trúc                                          | Lõi | Vòng (GHz) | Kiến trúc  | Vòng (MHz) | Kiến trúc   | Vòng (MHz) | Loại             | Bus width (bit)  | Băng thông (GB/s)    | GPS        | Cellular    | WLAN     | PAN           |            |                                             |
| ----------- | ----------------- | ------------------- | -------------------------------------------------- | --- | ---------- | ---------- | ---------- | ----------- | ---------- | ---------------- | ---------------- | -------------------- | ---------- | ----------- | -------- | ------------- | ---------- | ------------------------------------------- |
| MSM8994     | 20 nm HPm         | ARMv8-A             | Cortex-A57 Cortex-A53 (với Global Task Scheduling) | 4+4 | 2.0 1.5    | Adreno 430 |            | Hexagon V56 | 800 MHz    | LPDDR4           | 64-bit kênh đôi  | 1600 MHz (25.6 GB/s) | IZat Gen8C | LTE Cat 6/7 | 802.11ac | Bluetooth 4.1 | H1 2015    | LG G Flex 2, HTC One M9, Sony Xperia Z3+/Z4 |

### Snapdragon 888
Snapdragon 888 là bộ xử lý của hãng công nghệ Qualcomm được sản xuất bằng quy trình 5 nm, cung cấp những cải tiến hàng đầu trong ngành về 5G (7,5 GB/s), trí tuệ nhân tạo, chơi trò chơi và nhiếp ảnh. Điều đáng chú ý:
- Tích hợp CPU Kryo 680 giúp tăng hiệu suất lên 25%
- Tốc độ xử lý đến 2,84 GHz
- GPU Adreno 660 cho khả năng hiển thị đồ họa nhanh hơn tới 35% so với thế hệ trước đây.
- Có thể duy trì hiệu suất trong thời gian dài.

| Mã sản phẩm                                  | Công nghệ bán dẫn | CPU                 | CPU                                                             | CPU | CPU        | GPU        | GPU        | DSP       | DSP        | Công nghệ bộ nhớ | Công nghệ bộ nhớ | Công nghệ bộ nhớ    | GPS        | Wireless                                                    | Wireless | Wireless       | Mẫu sẵn có | Thiết bị sử dụng                                         |
| Mã sản phẩm                                  | Công nghệ bán dẫn | Hướng dẫn thiết lập | Kiến trúc                                                       | Lõi | Vòng (GHz) | Kiến trúc  | Vòng (MHz) | Kiến trúc | Vòng (MHz) | Loại             | Bus width (bit)  | Băng thông (GB/s)   | GPS        | Cellular                                                    | WLAN     | PAN            |            |                                                          |
| -------------------------------------------- | ----------------- | ------------------- | --------------------------------------------------------------- | --- | ---------- | ---------- | ---------- | --------- | ---------- | ---------------- | ---------------- | ------------------- | ---------- | ----------------------------------------------------------- | -------- | -------------- | ---------- | -------------------------------------------------------- |
| Qualcomm® Snapdragon™ X60 5G Modem-RF System | 5 nm HPm          | ARMv8-A             | nhân Cortex-X1 Cortex-A55 1.8 GHz. (với Global Task Scheduling) | 4+4 |            | Adreno 660 |            | Hexagon   | 2 GHz      | LPDDR4           |                  | 200 MHz (sub-6 GHz) | IZat Gen8C | LTE bao gồm hỗ trợ CBRS, TD-SCDMA, CDMA 1x, EV-DO, GSM/EDGE |          | Bluetooth 5,1. |            | Xiaomi Mi 11, vivo iQOO 7, Samsung Galaxy S21 series,... |

### Snapdragon 888+
Snapdragon 888+ là bản nâng cấp của Snapdragon 888.

### Snapdragon 895
Snapdragon 895 là vi xử lí đầu tiên của Qualcomm được sản xuất trên tiến trình 4 nanomet của Samsung